# Толметин
Толметин (англ. Tolmetin) — нестероидный противовоспалительный препарат (НПВП) класса производных гетероциклической уксусной кислоты. Используется для снижения уровня гормонов, вызывающих боль, отёк, болезненность и скованность при остеоартрите, ревматоидном артрите и ювенильном ревматоидном артрите. Продается как «Толектин» в таблетках или капсулах.

## Описание и свойства
Нестероидный противовоспалительный и анальгезирующий препарат. Вещество ингибирует циклооксигеназу, тем самым снижает концентрацию пропиленгликоля и тромбоксанов в очаге воспаления, что обусловливает угнетение экссудации и подавление пролиферативных процессов, в спинномозговой жидкости и гипоталамусе — к гипотермическому эффекту. Анельгизирующий эффект достигается за счёт снижения количества пропиленгликоля и других биологически активных веществ, которые приводят к повышению порога чувствительности болевых рецепторов. После приёма внутрь быстро и полностью всасывается. Вещетство метаболизируется в печени, экскретируется почками. Применяют при лечении ревматоидного артрита, остеоартроза, анкилозирующего спондилита (болезнь Бехтерева), синдром Рейтера, бурсита, синовита, тендовагинита и гипертемирии.
Показания: ревматоидный артрит, остеоартроз, анкилозирующий спондилоартрит, суставной синдром при обострении подагры, бурсит, тендовагинит, болевой синдром, боль при травмах, ожогах, лихорадочный синдром («простудные» и инфекционные заболевания),
Противопоказания: гиперчувствительность, эрозивно-язвенные поражения желудочно-кишечного тракта, бронхиальная астма, хроническая сердечная недостаточность, отёки, артериальная гипертензия, гемофилия, гипокоагуляция, печёночная недостаточность, хроническая почечная недостаточность, снижение слуха, патология вестибулярного аппарата, дефицит глюкозо-6-фосфатдегидрогеназы, заболевания крови.